# Грушовлє
Грушовлє (словен. Grušovlje) — поселення в общині Речиця-об-Савиньї, Савинський регіон, Словенія.